# In the Tail of a Comet
In The Tail of a Comet è il primo album dei Dozer, pubblicato il 25 aprile del 2000 dalla Man's Ruin Records.  È stato registrato a febbraio 1999 al Rockhouse Studio di Borlänge, Svezia, per il prezzo di circa 500 dollari. Tutte le tracce sono state missate e prodotte dai Dozer con Bengt Backe.

## Tracce
1. Supersoul – 2:44
2. Lightyears Ahead – 5:13
3. Speeder – 3:51
4. Inside the Falcon – 3:59
5. Riding The Machine – 3:51
6. Cupola – 2:03
7. Grand Dragon – 5:54
8. Captain Sweetheart – 3:40
9. High Roller – 6:01

## Formazione
- Fredrik Nordin - voce, chitarra ritmica
- Tommi Holappa - chitarra solista
- Johan Rockner - basso
- Erik Bäckwall - batteria